# 26199 Aileenperry
26199 Aileenperry este un asteroid din centura principală de asteroizi.

## Descriere
26199 Aileenperry este un asteroid din centura principală de asteroizi. A fost descoperit pe 3 aprilie 1997 la Socorro, New Mexico, în cadrul proiectului LINEAR. Asteroidul prezintă o orbită caracterizată de o semiaxă mare de 2,35 ua, o excentricitate de 0,05 și o înclinație de 3,5° în raport cu ecliptica.